# Locum
Locum AB är en av Sveriges större fastighetsförvaltare med ett fastighetsbestånd på omkring två miljoner kvadratmeter lokaler i Stockholms län. Bland hyresgästerna dominerar sjukvården i länet. Företaget ägs av Region Stockholm via Landstingshuset i Stockholm Aktiebolag och är en serviceenhet inom regionens verksamhet. Bolagets uppgift är att på uppdrag av regionen driva, underhålla och utveckla de fastigheter som ägs av regionen, och svara för ägarfrågor av fastighetsförvaltande karaktär samt på uppdrag av regionen bistå ägaren i fastighetsfrågor.
Bolagets huvudkontor är beläget på Södermalm i Stockholm. Styrelseordförande sedan 2018 är Jens Sjöström (s).

## Verksamhet
Region Stockholm har formulerat Locums uppdrag och sätter ramen för verksamheten via ägardirektiv, mål och budget, vilka har fastställts av Regionfullmäktige. Locums styrelse, som består av politiker, följer därefter upp och utvärderar verksamheten.
De förvaltade vårdfastigheterna uppgår till ett bokfört värde på 45 miljarder kronor (2023) och består i huvudsak av två universitetssjukhus, fem akutsjukhus och åtta mindre sjukhus.  Locum hjälper även till att hyra in lokaler för vårdens behov från andra fastighetsägare.
Locum genomför årligen runt 600 byggprojekt i form av nybyggnationer, hyresgästanpassningar, teknisk upprustning och löpande underhåll. 
Locum har cirka 264 anställda. Utöver fastighetsförvaltare och byggprojektledare finns även teknikspecialister och vårdlokalutvecklare för att kunna utveckla vårdfastigheterna. Dessutom sysselsätter man varje år flera tusen personer via upphandlade entreprenörer och konsulter.
Under perioden 2011–2022 genomförde Locum stora utvecklingsprojekt i form av ny-, till-, och ombyggnader på flera av länets sjukhus.  Åtta sjukhusområden har under perioden fått ny-, till eller ombyggnader, där den nya behandlingsbyggnaden vid Södersjukhuset 2018 utsågs till ”Årets Miljöbyggnad”.

## Historik
I början av 1991 fattades beslutet att bilda Locum AB som ett moderbolag i Region Stockholms (dåvarande Stockholms läns landsting) fastighetskoncern. Beslutet fattades efter en flera år lång diskussion kring hur landstingets fastighetsorganisation skulle se ut. Den stora tvistefrågan kretsade kring vart det övergripande ansvaret för fastigheterna skulle ligga.
Den 3 december 1991 bildades Locum AB formellt genom en konstituerande bolagsstämma.
Från början arbetade drygt 1 200 personer inom bolaget. I takt med att vissa verksamheter har knoppats av från bolaget har personalstyrkan minskat. Idag arbetar cirka 290 personer inom Locum.
Driftbolaget Locum Drift AB drevs inom Locum mellan åren 1993-2000. I takt med att marknaden allt mer övergick till upphandlade driftentreprenörer sålde man av bolaget till franska Compagnie Générale de Chauffe (senare Dalkia International) som därmed gjorde sin entré på den svenska marknaden.